# 나카지마 미유키
나카지마 미유키(일본어: 中島みゆき, なかじま みゆき, 1952년 2월 23일 ~ )는 일본의 여성 싱어송라이터, 작사가 겸 작곡가이다. 홋카이도에서 태어났다. 그녀의 조상들은 이 지역에서 의사와 생물학자로 일했다. 후지 여자 대학 문학부 국문학과를 졸업했다. 어릴 때부터 작곡과 작사를 해 대학 재학 시절에 수많은 가요 경연대회에서 우승했으며 라이브 까페에서 노래했다. 실연노래와 라디오 프로그램등에서의 밝은 말투와의 갭으로 1970년대 말부터 1980년대 전반에 큰 인기를 얻었으며, 지금도 깊은 인기를 얻고 있다.

## 약력

### 1970년대 ~ 1980년대
1975년 5월에 야마하음악진흥회가 주최한 제9회 파퓰러송콘테스트(ポピュラーソング・コンテスト）에서 〈기즈쓰이타쓰바사〉(傷ついた翼)로 입상하고, 같은 해 9월 25일에는 〈아자미양의 라라바이〉(アザミ嬢のララバイ)로 데뷔한다.
1976년 4월 25일에 첫 앨범 《와타시노코에가키코에마스카》(私の声が聞こえますか)를 발표하고, 지금까지 매년 1매 정도의 페이스로 한결같이 작품을 발표하고 있다. 또한 같은 해에 겐 나오코(研ナオコ)에게 제공한 곡 〈아바요〉(あばよ)가 크게 인기를 얻어 작사가로도 주목받게 되었다.
1979년 4월부터 닛폰방송에서 ‘나카지마 미유키의 올나잇 닛폰’(中島みゆきのオールナイトニッポン)을 진행하기 시작하면서, 방송에서의 가볍고 묘한 말투가 인기를 끌었다. 1980년대 전반에는 뮤지션으로도 큰 인기를 얻고 있었다. 1981년 10월 21일에 발표한 싱글 〈아쿠죠〉(悪女)로 두 번째로 1위를 획득했고, 이 곡은 다음 해의 연간 차트에서도 6위를 기록했으며, 이 곡이 수록된 앨범 《간스이교》(寒水魚)는 연간 앨범 차트 1위에까지 올라 이 즈음의 인기는 절정에 달했다.
하지만 이후에는 약간 하향선을 그리며, 1980년대 중후반기에는 오로지 음악적 접근이나 분위기에 몰두하는 시간이 계속되었다. 하지만 자신의 노래가 주춤하는 한편으로, 작사가로서는 구도 시즈카(工藤静香) 등에게 제공한 곡들이 크게 성공하기도 했다.

### 1990년대 ~
1990년대의 일본의 음악계에서는 텔레비전 드라마나 방송 광고 등과의 타이업을 통해 밀리언 셀러를 기록하는 곡이 뒤를 이었는데, 그도 예외 없이 〈아사이네무리〉(浅い眠り)을 시작으로 세 번의 밀리언 히트를 기록한다. 이 세 번은 모두 텔레비전 드라마의 주제곡으로 쓰인 노래로, 그 중에서도 아다치 유미(安達祐実)가 주연한 《집 없는 아이》(家なき子)의 주제가로 1994년에 발표한 〈소라토키미노아이다니〉(空と君のあいだに)는 147만장을 판매하는 큰 성공을 거두었다. 1996년에는 베스트 앨범 《다이긴죠》(大吟醸)이 오리콘 앨범차트 1위를 획득해, 여성 솔로 가수의 최고령 앨범 차트 1위 기록을 세웠다.(하지만 이 기록은 곧 다케우치 마리야가 경신함.)
또한 1999년에는 문부과학성의 국어심의회 위원을 맡았다. 덧붙여 지금까지 이 심의회의 위원을 맡은 가수는 그, 한 명뿐이다.
2000년에는 25년 동안 있었던 포니 캐년(Pony Canyon)을 떠나 자신이 이사이자 주주로 경영에 참가하는 소형 메이저 레코드사, 야마하 뮤직커뮤니케이션으로 이적하고 지금까지 활동하고 있다.
이적 후 최초로 발매한 싱글이 NHK의 프로그램인 《프로젝트X~도전자들~》의 주제가를 수록한 〈지조노호시/헤드라이트 테일라이트〉(地上の星/ヘッドライト・テールライト)이다. 발매 당시에 이 싱글은 전혀 화제가 되지 않았고, 존재감 또한 희박했다. 하지만 해당 프로그램의 인기가 높아지는 것과 함께 앨범 《단펜슈》(短篇集)의 첫 곡이 〈지조노호시〉로, 마지막 곡이 〈헤드라이트 테일라이트〉로 수록되었다. 이를 계기로 나카지마는 2002년 홍백가합전(제53회)에 출연해 쿠로베댐(쿠로베천(黒部川) 제4 발전소)에서의 중계로 〈지조노호시〉을 노래했다. 이때 처음으로 “움직이는 나카지마 미유키”를 본 사람도 많아, 홍백가합전 출연 가수 중 최고의 시청률(52.8%)을 기록했다. 극도의 긴장으로 인하여 가사를 잘못 불렀음에도 불구하고 반향은 크게 나타났고, 해당 싱글은 발매로부터 2년반이 지난 2003년 1월에 싱글 차트 1위에 올랐다. 이것은 오리콘 차트가 시작된 이후, 발매 후 최장 기간(130주)을 거쳐 1위를 얻은 기록이다. 동시에 1970년대부터 2000년대까지 4개 년대 연속 오리콘 차트 1위 획득의 기록도 수립했다. 또한 이 싱글은 그의 곡에 익숙하지 않았던 중노년층의 샐러리맨을 중심으로 큰 인기를 끌어 연속 174주간 오리콘 싱글차트 100위에 드는 경이적인 기록을 수립하기도 했다.
그 이후 활동은 거의 보이지 않다가, 2005년 12월 28일에 《프로젝트X~도전자들~》의 최종회에 출연해 스튜디오에서 엔딩 테마인 〈헤드라이트 테일라이트〉를 열창해 카리스마적 존재를 다시 어필했다. 그 영향으로 2006년 1월 16일, 해당 싱글은 다시 오리콘 싱글차트 100위 안으로 복귀해, 통산 오리콘 싱글차트 100위에 든 기록을 183주로 늘렸다.
2006년에는 제56회 예술선장 문부과학대신상을 수상했는데, 이것은 싱어 송 라이터로는 첫 번째이다. 이 해에는 또한 TOKIO에게 제공한 〈소라후네〉(宙船)의 작사/작곡을 담당했으며, 이 곡은 제48회 일본레코드대상의 작시상을 수상했다.

## 기록
- 오리콘 차트에서 4개 년대에 걸쳐 싱글 차트 1위를 획득한 유일한 솔로가수
  - 1970년대 : 〈와카레우타〉(わかれうた)
  - 1980년대 : 〈아쿠죠〉
  - 1990년대 : 〈소라토키미노아이다니〉, 〈다비비토노우타〉(旅人のうた)
  - 2000년대 : 〈지조노호시/헤드라이트 테일라이트〉
- 연속 183주 오리콘 싱글 차트 100위 이내 : 〈지조노호시/헤드라이트 테일라이트〉
- 50대로 오리콘 싱글차트 1위를 기록한 유일한 여성 가수